# Институт природных ресурсов, экологии и криологии СО РАН
Институт природных ресурсов, экологии и криологии СО РАН — институт Сибирского Отделения Академии Наук, организованный в 1981 году. Расположен в Чите.

## Общие сведения
Основными направлениями научной деятельности является исследование закономерностей эволюции гео- и экосистем горных территорий (геологические и биологические аспекты), а также эколого-экономические и социально-демографические факторы развития приграничных территорий.

## История
- 1981 — на основе Забайкальского комплексного НИИ СО АН СССР создан Читинский институт природных ресурсов СО АН СССР (Постановление Государственного Комитета СССР по науке и технике от 18 мая 1981 года).
- 2003 — в соответствии с постановлением Президиума РАН, институту присвоено название «Институт природных ресурсов, экологии и криологии СО РАН» (ИПРЭК СО РАН) (Постановление Президиума РАН № 320 от 25.11.2003). В состав Института были включены лаборатория криологии ИМЗ СО РАН и филиал ЦСБС «Забайкальский ботанический сад».
- 2007 — в соответствии с постановлением Президиума РАН, институту присвоено название «Учреждение Российской академии наук Институт природных ресурсов, экологии и криологии Сибирского отделения РАН»[2].

## Директора
- 1981—1987 — первый директор: Фёдор Кренделев, член-корреспондент Академии Наук СССР
- 1987—1993 — Олег Вотах
- 1993—1998 — Владимир Мазалов
- 1998—2015 — Алексей Птицын[3]
- 2015—2020 — Николай Сигачёв[4]
- 2020 — н.в. — Михеев Игорь Евгеньевич[5]

## Структура
- Лаборатории[6]
  - Лаборатория эколого-экономических исследований
  - Лаборатория географии и регионального природопользования (создана в 2016 году в результате объединения лаборатории экономической и социальной географии и лаборатории растительных ресурсов)[7]
  - Лаборатория геоэкологии и гидрогеохимии
  - Лаборатория водных экосистем (является преемницей Забайкальской комплексной экспедиции Лимнологического института СО РАН, созданной в 1966 году в Чите для систематического изучения озер Забайкалья)[8]
  - Лаборатория геохимии и рудогенеза
  - Лаборатория геофизики криогенеза
- Научно-образовательный комплекс
  - Академическая кафедра химии окружающей среды (ЧитГУ)
  - Академическая кафедра экологии и экологического образования (ЗабГПУ)
    - НИС лаборатории (ЗабГПУ) минералогии и геохимии ландшафта
    - НИС лаборатории (ЗабГПУ) этноэкологии
- Научные стационары:
  - лесной Ингодинский
  - комплексный Арахлейский (в 1997 году получил статус Международной биологической станции).

## Сотрудники института
Более 100 человек, из них научных сотрудников — 57 (8 докторов наук, 22 кандидата наук, 11 аспирантов очной формы обучения).